# Bolide de Chine du 22 décembre 2020
Le bolide de Chine du 22 décembre 2020 (en abrégé CN20201222) a été observé le 23 décembre 2020 à 7 h 23 min 33 s heure locale (22 décembre 2020 à 23 h 23 min 33 s UTC) lorsqu'un bolide brillant, soupçonné d'être un météore, a été vue volant du nord vers le sud puis explosant au-dessus de zones principalement habitées par des Tibétains.

## Aperçu
La trajectoire du bolide était du nord vers le sud et avait une faible inclinaison (5° ± 2°) par rapport à la surface locale. Selon le CNEOS, l'emplacement approximatif de l'explosion aérienne était aux environs de la frontière entre la région autonome du Tibet et la province du Qinghai.
Selon le CNEOS, il s'agit du bolide le plus énergétique, en termes d'énergie rayonnée, à s'être produit au-dessus des terres depuis le superbolide de Tcheliabinsk le 15 février 2013. Il s'agit par ailleurs du bolide le plus énergétique à s'être produit sur Terre (aussi bien au-dessus des mers et des terres) depuis le bolide de la mer de Béring du 18 décembre 2018.
En outre, il s'agissait du plus gros météore enregistré à tomber sur la Chine en au moins  deux décennies, rayonnant beaucoup plus d'énergie que par exemple le bolide du Yunnan du 4 octobre 2017.
Le bolide a illuminé le ciel environ une heure avant le lever du soleil et a été filmé.
Le Centre des réseaux sismiques de Chine  a publié des informations sur un bolide présumé près de la frontière entre le xian de Nangqên et la ville-district de Yushu (tous deux situés dans la province du Qinghai) sur son compte de réseau social. Ils ont annoncé que personne n'avait été blessé.